# Tòa nhà Kim Tiêu 2
Tòa nhà Kim Tiêu 2 (tiếng Trung: 金宵大廈2; tiếng Anh: Barrack O'Karma 1968) là bộ phim truyền hình kỳ ảo xuyên không hiện đại được hợp tác sản xuất bởi TVB và Youku năm 2022. Diễn viên chính Trần Sơn Thông, Lý Thi Hoa, Ngũ Vịnh Vy, diễn viên phụ Triệu Hy Lạc, Trương Ngạn Bác, Hồ Hồng Quân, Thang Lạc Văn, Đinh Tử Lãng, Trịnh Tử Thành, Vi Gia Hùng, Lâm Tử Thiện, Quách Tử Hào và Liên Thi Nhã. Biên tập La Bội Thanh, giám chế Diệp Trấn Huy, người sản xuất Đỗ Chi Khắc.
Phim này có tổng cộng 10 vụ án: "Tầng bảy rưỡi", "Song ngư", "Anh hùng Thành trại GO!", "Chị gái", "Đối đảo", "Khách tham quan", "OPPA", "Mukbang", "Áo cưới", "Điểm đầu".

Phim này là phần thứ 2 của series Tòa nhà Kim Tiêu và 1 trong 10 bộ phim tại Tuần lễ chương trình TVB 2021, được giới thiệu trong triễn lãm truyền hình Quốc tế Hong Kong năm 2021 và 2022. Bộ phim do Konew Financial Express tài trợ.

## Thời gian phát sóng
Thời gian trong bảng theo giờ địa phương
| Kênh         | Quốc gia                     | Ngày      | Thời gian                 |
| ------------ | ---------------------------- | --------- | ------------------------- |
| Maiduidui    | Trung Quốc                   | 4/4/2022  |                           |
| myTV Gold    | Hồng Kông                    | 4/4/2022  |                           |
| TVB Anywhere | Khu vực phục vụ TVB Anywhere | 4/4/2022  |                           |
| Astro GO     | Malaysia                     | 4/4/2022  |                           |
| TVB Jade     | Hồng Kông                    | 4/4/2022  | Thứ 2–Thứ 6 (21:30–22:30) |
| TVB Jade     | Khu vực phục vụ TVB Anywhere | 4/4/2022  | Thứ 2–Thứ 6 (21:30–22:30) |
| Astro AOD    | Malaysia                     | 4/4/2022  | Thứ 2–Thứ 6 (21:30–22:30) |
| LiTV         | Đài Loan                     | 6/4/2022  | Thứ 4–Chủ nhật            |
| SCTV9        | Việt Nam                     | 11/4/2022 | Thứ 2–Thứ 6 (21:00–22:00) |

## Tóm tắt nội dung
Tình cảm giữa Ella (Lý Thi Hoa) và người bạn trai Maurice (Trần Sơn Thông) không được tốt đẹp. Maurice đã biến mất một cách bí ẩn trong tòa nhà Kim Tiêu, mặc dù cuối cùng đã được tìm thấy, đại nạn không chết nhưng lại mất hết trí nhớ. Từ một người ngông cuồng phóng túng, Maurice trở thành người đàn ông chu đáo ấm áp, tuy tướng mạo vóc dáng giống nhau nhưng tính cách thói quen hoàn toàn khác nhau. Maurice giống như một con người khác, Ella muốn giải thích bí ẩn này, cách duy nhất là bắt đầu từ tòa nhà Kim Tiêu.
Gặp phải những con người và câu chuyện kì lạ tại tòa nhà Kim Tiêu, tình yêu của Maurice và Ella còn bền chặt hơn xưa, là do trời cao sắp đặt, một đôi định mệnh. Người Ella yêu không phải Maurice thật, mà là vì tòa nhà Kim Tiêu mà xuất hiện một "anh ấy" khác...

## Diễn viên

### Diễn viên chính
| Diễn viên      | Vai diễn                  | Ghi chú |
| -------------- | ------------------------- | --- |
| Trần Sơn Thông | Maurice                   | Nhân viên pha cà phê / Chủ tiệm cà phê Bạn trai của Ella Mất tích bí ẩn ở tòa nhà Kim Tiêu, tuy đại nạn không chết được tìm về nhưng mất hết trí nhớ và tính cách thay đổi.          |
| Trần Sơn Thông | Bệnh nhân tâm thần        | Bệnh nhân tâm thần vào những năm 60, ngủ trong bệnh viện tâm thần, cả ngày rơi vào trong tưởng tượng siêu thực của chính mình.                                                       |
| Lý Thi Hoa     | Ella                      | Bạn gái của Maurice Con gái của chủ sở hữu tòa nhà Kim Tiêu. Chủ tịch hội lập pháp chủ sở hữu tòa nhà Kim Tiêu, hi vọng phá bỏ tòa nhà, bán cho nhà phát triển.                      |
| Lý Thi Hoa     | Bác sĩ bệnh viện tâm thần | Bác sĩ bệnh viên tâm thần vào những năm 60, say mê nghiên cứu các bệnh tâm thần khác nhau.                                                                                           |
| Mavis          | Bảo đẹp                   | Mèo đen Chương Vỹ nhờ Tiêu Vỹ Minh chăm sóc cho nó (nội dung phần trước), thường xuất quỷ nhập thần, có linh cảm. Từng sống hơn 50 năm ở tòa nhà Kim Tiêu. Xem thêm Tòa nhà Kim Tiêu |

### Nội dung vụ án

#### Vụ án 1: Tầng bảy rưỡi (Tập 1 - 2)
| Diễn viên       | Vai diễn      | Ghi chú |
| --------------- | ------------- | --- |
| Vu Dương        | Trần Sinh Lực | Ông Cha của Trần Hỷ Lực Ông nội của Trần Kiện Lực Vào những năm 60 cùng Bạch Uy và 3 người bạn lấy hợp đồng tuổi thọ mua một căn hộ. |
| Trịnh Tử Thành  | Trần Hỷ Lực   | Ba Con trai của Trần Sinh Lực Cha của Trần Kiện Lực                                                                                  |
| Tăng Triển Vọng | Trần Kiện Lực | Cháu trai Con trai của Trần Hỷ Lực Cháu trai của Trần Sinh Lực                                                                       |
| Trần Địch Khắc  | Bạch Uy       | Vào những năm 60 cùng Trần Sinh Lực và 3 người bạn lấy hợp đồng tuổi thọ mua một căn hộ.                                             |

#### Vụ án 2: Song ngư (Tập 3 - 4)
| Diễn viên             | Vai diễn        | Ghi chú |
| --------------------- | --------------- | --- |
| Lý Thi Hoa            | Ella            | Giao cho môi giới lấy lại căn hộ nơi mẹ con Lý Thục Phân sống. |
| Ngũ Vịnh Vy           | Lý Thục Phân    | Chị Phân Mẹ của Quách Miểu Miểu, nhiều năm liền lợi dụng gương mặt bị bỏng của con gái bán thảm, để lấy được đồng cảm của mọi người và lấy được viện trợ. Không muốn chỗ ở bị thu hồi, liền lơi dụng đồng cảm của truyền thông đối với con gái, buộc Ella từ bỏ. |
| Lâm Tĩnh Văn (thơ ấu) | Quách Miểu Miểu | Miểu Miểu Con gái của Lý Thục Phân, luôn muốn thoát khỏi sự khống chế của mẹ. Hơn mười năm trước cha mẹ cãi vã, bị cha trong lúc tức giận đã tạt chất ăn mòn làm bỏng mặt.                                                                                       |
| Tô Hạo Nhi            | Quách Miểu Miểu | Miểu Miểu Con gái của Lý Thục Phân, luôn muốn thoát khỏi sự khống chế của mẹ. Hơn mười năm trước cha mẹ cãi vã, bị cha trong lúc tức giận đã tạt chất ăn mòn làm bỏng mặt.                                                                                       |

#### Vụ án 3:Anh hùng thành trạiGO! (Tập 5 - 6)
| Diễn viên      | Vai diễn         | Ghi chú |
| -------------- | ---------------- | --- |
| Vi Gia Hùng    | Nhậm Thế Gia     | Cha của Nhậm Thiên Đường |
| Lâm Tử Thiện   | Tất Đắc Liễu     | Nhân vật trò chơi |
| Lưu Tụng Bằng  | Nhậm Thiên Đường | Mắc bệnh teo cơ Con trai của Nhậm Thế Gia Cùng Dương Dương, Hào Cường, A Tình lập đội thể thao điện tử, sau đó trong lúc thử chơi trò chơi mới "Anh hùng thành trại GO!" bị kéo vào thế giới trò chơi. |
| Lưu Tử Thạc    | Dương Dương      | Cùng Nhậm Thiên Đường, Hào Cường, A Tình lập đội thể thao điện tử, sau đó trong lúc thử chơi trò chơi mới "Anh hùng thành trại GO!" bị kéo vào thế giới trò chơi.                                      |
| Ngũ Lễ Khiên   | Hào Cường        | Cùng Nhậm Thiên Đường, Dương Dương, A Tình lập đội thể thao điện tử, sau đó trong lúc thử chơi trò chơi mới "Anh hùng thành trại GO!" bị kéo vào thế giới trò chơi.                                    |
| Lý Quân Nghiên | A Tình           | Cùng Nhậm Thiên Đường, Dương Dương, Hào Cường lập đội thể thao điện tử, sau đó trong lúc thử chơi trò chơi mới "Anh hùng thành trại GO!" bị kéo vào thế giới trò chơi.                                 |

#### Vụ án 4: Chị gái (Tập 7 - 8)
| Diễn viên      | Vai diễn           | Ghi chú                                             |
| -------------- | ------------------ | --------------------------------------------------- |
| Huỳnh Tử Hùng  | Ngô Nãi Cường      | Nhân sĩ về hưu Chồng của Ngô Châu Tiểu Hồng         |
| Phàn Diệc Mẫn  | Ngô Châu Tiểu Hồng | Nhân sĩ về hưu Vợ của Ngô Nãi Cường                 |
| Lâm Cảnh Trình |                    | Con trai của Ngô Nãi Cường, Ngô Châu Tiểu Hồng      |
| Huỳnh Uyển Hoa | Louisa             | Giúp việc người Philippines, làm việc ở nhà họ Ngô. |

#### Vụ án 5: Đối đảo (Tập 9 - 10)
| Diễn viên       | Vai diễn    | Ghi chú |
| --------------- | ----------- | --- |
| Triệu Hy Lạc    | Jessie Yuen | Tứ Gia Bạn thân của Ella Quản lý địa ốc "Công ty địa ốc Ưu Chất", đứng trước việc phá dỡ tòa nhà Kim Tiêu đã dùng thủ đoạn cứng rắn thu nhà. |
| Huỳnh Kiến Đông | Leo Man     | Maurian Quản lý địa ốc "Công ty địa ốc Ưu Chất", đứng trước việc phá dỡ tòa nhà Kim Tiêu phụ trách thu nhà.                                  |
| Tạ Đông Mẫn     | Đại Giới    | |
| Đặng Trí Kiên   |             | |
| Lư Tuấn Phong   |             | |

#### Vụ án 6: Khách tham quan (Tập 11 - 12)
| Diễn viên       | Vai diễn       | Ghi chú                                                                        |
| --------------- | -------------- | ------------------------------------------------------------------------------ |
| Triệu Tụng Như  | La Y Lệ        | Mẹ đơn thân Mẹ của Trương Tử Lãng Bạn gái của Hà Ý Tinh, bị người này lừa dối. |
| Hùng Trác Lạc   | Trương Tử Lãng | Con trai của La Y Lệ                                                           |
| Trần Quốc Phong | Hà Ý Tinh      | Raymond Bạn trai của La Y Lệ, lừa dối người này.                               |

#### Vụ án 7: OPPA (Tập 13 - 14)
| Diễn viên     | Vai diễn      | Ghi chú                                                               |
| ------------- | ------------- | --------------------------------------------------------------------- |
| Thang Lạc Văn | Lê Thiến Nghi | Giáo viên trung học Người hâm mộ trung thực của Kim                   |
| Quách Tử Hào  | Kim           | Thành viên nhóm nhạc thần tượng Hàn Quốc Thần tượng của Lê Thiến Nghi |

#### Vụ án 8:Mukbang(Tập 15 - 16)
| Diễn viên    | Vai diễn       | Ghi chú                                                |
| ------------ | -------------- | ------------------------------------------------------ |
| Đinh Tử Lãng | A Cam          | Người giao hàng                                        |
| Nguyễn Nhi   | Nana Wong      | Viên bi Chủ của kênh ăn uống / Nhân vật hư cấu         |
| Ngũ Lạc Di   | Suki           |                                                        |
| Bạch Bưu     | Trần Quý Tường | Cô con gái mất tích của người này rất giống Nana Wong. |

#### Vụ án 9: Áo cưới (Tập 17 - 18)
| Diễn viên    | Vai diễn   | Ghi chú                                                                                                   |
| ------------ | ---------- | --- |
| Hồ Hồng Quân | Tiểu Trình | Thợ may / chủ tiệm xường xám Yêu thầm Khoa Vân, có tuyến tình cảm với cô ấy.                              |
| Liên Thi Nhã | Khoa Vân   | Florence Thư ký, khách quen của Tiểu Trình. Đối tượng yêu thầm của Tiểu Trình, có tuyến tình cảm với anh. |

#### Vụ án 10: Điểm đầu (Tập 19 - 20)
| Diễn viên       | Vai diễn | Ghi chú          |
| --------------- | -------- | ---------------- |
| Trương Ngạn Bác | A Lam    | Chủ tiệm máy ảnh |

### Các diễn viên khác
| Diễn viên    | Vai diễn | Ghi chú |
| ------------ | -------- | ------- |
| Chu Phi Phi  |          |         |
| Thái Gia Hân |          |         |
| La Tụng Hân  |          | Y tá    |

## Nhạc phim
| Bài hát                                                | Ghi chú          | Ca sĩ            | Viết nhạc                | Viết lời         | Biên nhạc        | Giám chế                     |
| ------------------------------------------------------ | ---------------- | ---------------- | ------------------------ | ---------------- | ---------------- | ---------------------------- |
| Đêm nay trân trọng biết bao / 今宵多珍重 (Tiếng Quảng) | Nhạc chủ đề      | Đàm Gia Nghi     | Vương Phúc Linh          | Trịnh Quốc Giang | Chu Tuấn Kiệt    | Hà Triết Đồ / Chu Tuấn Kiệt  |
| Đêm nay trân trọng biết bao / 今宵多珍重 (Tiếng Phổ)   | Nhạc kết thúc    | Cốc Á Vy         | Vương Phúc Linh          | Mã Phụng Tam     | Chu Tuấn Kiệt    | Hà Triết Đồ / Chu Tuấn Kiệt  |
| Tương ái vạn niên / 相愛萬年                           | Nhạc đệm         | Lý Thi Hoa       | Lý Thi Hoa, Thái Huệ Chi | Lâm Nhược Ninh   | Cổ Trì           | Đàm Quốc Chính               |
| Sát cánh bên tôi / 伴我左右                            | Nhạc đệm (Tập 4) | Vương Hạo Nhi    | Trương Gia Thành         | Lý Tuấn Nhất     | Trương Gia Thành | Hà Triết Đồ / Vi Cảnh Vân    |
| Sát cánh bên bạn / Stand By Your Side                  | Nhạc đệm         | Trịnh Tuấn Hoằng | Quảng Tĩnh Hân           | Wayne James      | Lưu Dịch Thăng   | Hà Triết Đồ / Lưu Dịch Thăng |

## Ký sự
- Ngày 2/9/2020: Khai máy.[7]
- Ngày 25/11/2020: Đóng máy.
- Ngày 2/4/2022: Tổ chức hoạt động tuyên truyền của phim "Yêu trong đêm vàng, tiếp tục tiền duyên" tại TVB City Tướng Quân Áo lúc 13:00. Phát sóng chế tác đặc biệt "Tòa nhà Kim Tiêu 2 giải mã kỳ ảo" lúc 22:30 trên TVB Jade.

## Giai thoại
- Mặc dù bộ phim này là phần tiếp theo của Tòa nhà Kim Tiêu nhưng nó không liên quan gì tới tác phẩm trước, ngoại trừ việc cả hai tác phẩm đều có sự góp mặt của chú mèo đen "Bảo đẹp".
- Vai diễn của Tô Hạo Nhi ban đầu là định cho Giang Gia Mẫn đóng nhưng vì vấn đề lịch trình nên thay đổi.[8][9]
- Vai diễn của Thang Lạc Văn ban đầu là định cho Cung Gia Hân đóng nhưng vì vấn đề lịch trình nên thay đổi.[10]
- Bộ phim này từng được suy xét làm phim khánh đài hướng tới kỷ niệm 55 năm của TVB, nhưng thất bại do quyết định phía đại lục.[11]
- Phim này là tác phẩm tạm biệt TVB của biên tập La Bội Thanh.[12]

## Tỉ suất xem đài
| Tuần       | Tập        | Ngày         | Rating | Nguồn  |
| ---------- | ---------- | ------------ | ------ | ------ |
| 1          | 1–5        | 4–8/4/2022   | 18.8   | [ 13 ] |
| 2          | 6–10       | 11–15/4/2022 | 18.5   | [ 14 ] |
| 3          | 11–15      | 18–22/4/2022 | 16.5   | [ 15 ] |
| 4          | 16–20      | 25–29/4/2022 | 15.6   | [ 16 ] |
| Trung bình | Trung bình | Trung bình   | 17.4   |        |

## Tư liệu tham khảo
1. ↑  Bộ phim: Tòa nhà Kim Tiêu 2 (20 tập) (HD)(PG)(S)(Phát sóng thứ 2 – thứ 6). Lịch phát sóng Đài 2 truyền hình thời đại mới]
2. ↑  "Đội hình diễn viên Tòa nhà Kim Tiêu 2". 東網. ngày 29 tháng 5 năm 2020.
3. ↑  "Lâm Tử Thiện tháng 8 quay Tòa nhà Kim Tiêu 2, câu chuyện nhỏ tình cha con, chưa biết đối thủ thế nào". 明報 OL 網. ngày 30 tháng 5 năm 2020.
4. ↑  "Hồ Hồng Quân sau khi nghỉ ngơi sắp tham gia diễn xuất phim mới Tòa nhà Kim Tiêu 2". 東網. ngày 13 tháng 7 năm 2020.
5. ↑  "Đinh Tử Lãng tham gia diễn xuất Tòa nhà Kim Tiêu 2". 東網. ngày 13 tháng 9 năm 2020.
6. ↑  Sắp xếp: Lam Du Du (ngày 15 tháng 3 năm 2021). "10 vụ án mê ly, các hình ảnh của Tòa nhà Kim Tiêu 2 đã được tung ra, bộ phim đầy cảm xúc". 东方网 (bằng tiếng Trung). 东方日报.
7. ↑  "【Tòa nhà Kim Tiêu】Lý Thi Hoa + Trần Sơn Thông làm đủ phương pháp phòng dịch để bắt đầu bấm máy Tòa nhà Kim Tiêu 2, khai công đại cát". 香港經濟日報. ngày 2 tháng 9 năm 2020.
8. ↑  "Giang Gia Mẫn miễn cưỡng rút khỏi Tòa nhà Kim Tiêu 2: cảm thấy đáng tiếc cũng có chút không vui". 香港01 (bằng tiếng Quảng Châu). ngày 23 tháng 9 năm 2020.
9. ↑  "Tô Hạo Nhi vật lộn với cuộc sống quay Tòa nhà Kim Tiêu 2". 東網. ngày 23 tháng 9 năm 2020.
10. ↑  "Cung Gia Hân diễn Dark Angel trong "Sát thủ" thương tật đầy mình: Cũng không biết hóa ra thương tích nhiều chỗ". 香港01 (bằng tiếng Quảng Châu).
11. ↑  ""Tòa nhà Kim Tiêu 1986" "Bạch sắc cường nhân II" không có duyên làm phim khánh đài, nhanh nhất sang năm được xem trước". 香港01. ngày 10 tháng 10 năm 2021.
12. ↑  "Biên thẩm "Tòa nhà Kim Tiêu" La Bội Thanh thừa nhận đã rời TVB". ngày 22 tháng 3 năm 2022.
13. ↑  "三台收視報告｜《金宵大廈2》成績令人意外 與劇集質素不成正比". hk01 (bằng tiếng Trung). ngày 11 tháng 4 năm 2022. Truy cập ngày 11 tháng 4 năm 2022.
14. ↑  "三台收視報告｜《機智女法醫》發威排本年第二 《金宵2》仍需努力". 香港01 (bằng tiếng Trung). ngày 19 tháng 4 năm 2022. Truy cập ngày 19 tháng 4 năm 2022.
15. ↑  "三台收視報告｜《食腦喪B》流失30萬觀眾 《金宵大廈2》收16.5". 香港01 (bằng tiếng Trung). ngày 25 tháng 4 năm 2022. Truy cập ngày 25 tháng 4 năm 2022.
16. ↑  "《金宵2》結局收視再跌 《聲生不息》平穩 《勁騎26》吸24萬觀眾". Mingpao OL (bằng tiếng Trung). ngày 3 tháng 5 năm 2022. Truy cập ngày 3 tháng 5 năm 2022.